# A New Flame
A New Flame es el nombre del tercer álbum de estudio publicado por la banda de soul-pop británica Simply Red, El álbum salió al mercado en febrero de 1989 por WEA Records y Elektra. 
Este disco fue disco de oro gracias al cover del tema If You Don't Know Me By Now de Harold Melvin & the Blue Notes. Cuenta con otros covers como It's Only Love, canción de Barry White.

## Lista de temas
| N.º | Título                        | Duración |  |
| 1.  | «It's Only Love»              |          |  |
| 2.  | «A New Flame»                 |          |  |
| 3.  | «You've Got It»               |          |  |
| 4.  | «To Be With You»              |          |  |
| 5.  | «More»                        |          |  |
| 6.  | «Turn It Up»                  |          |  |
| 7.  | «Love Lays It's Tune»         |          |  |
| 8.  | «She'll Have To Go»           |          |  |
| 9.  | «If You Don't Know Me By Now» |          |  |
| 10. | «Enough»                      |          |  |